# Talking to Myself
«Talking to Myself» —en español: «Hablando conmigo mismo»— es una canción de la banda estadounidense Linkin Park, que fue grabada originalmente por la banda para su séptimo álbum One More Light. La banda decidió lanzar la canción como segundo sencillo, debido a la buena recepción que tuvo en shows y performances en vivo. La canción fue publicada en Youtube el 20 de julio de 2017, pero su promoción fue cancelada tras la muerte de Chester Bennington el mismo día.
Un videoclip oficial para la canción fue lanzado el 20 de julio de 2017, el mismo día en que el vocalista de la banda, Chester Bennington, se había suicidado en su residencia de Palos Verdes Estates, en el sur de California.

## Videoclip
El videoclip oficial presenta imágenes de la banda presentándose en varios lugares y en ensayos, fue dirigido y editado por Mark Fiore. Fue lanzado horas antes de la divulgación de la noticia, en la que el vocalista Chester Bennington, había fallecido. El videoclip alcanzó más de 10,1 millones de visualizaciones en YouTube en apenas un día, convirtiéndose en el 28º video en línea más visto en las primeras 24 horas. El vídeo cargado en el canal de YouTube de la banda, inicialmente, fue menor que su audio original y el vídeo lanzado a otras plataformas, como la Vevo. Fue más tarde corregido para tocar la música completa, con la última escena, en la que Chester está dentro de un vehículo mirando a una ventana.
Un videoclip con la letra de la canción, dirigido y editado por Pavel Suslov, fue planeado para el lanzamiento una semana después del videoclip de la canción, pero a causa de la muerte del vocalista Chester Bennington, acabó no siendo puesto a la disposición en la plataforma. Sin embargo, se puede ver en la plataforma de vídeo "vbox7".
El 20 de septiembre de 2017 (exactamente dos meses después del lanzamiento), el videoclip alcanzó la marca de 70 millones de visualizaciones en YouTube.

## Músicos
- Chester Bennington: voz
- Rob Bourdon: batería, coros
- Brad Delson: guitarra, coros
- Joe Hahn: disk jockey, coros
- Mike Shinoda: sintetizador, voz
- Dave Farrell: bajo, coros